# Rivière Armitage
Rivière Armitage är ett vattendrag i Kanada.   Det ligger i provinsen Québec, i den östra delen av landet, 500 km norr om huvudstaden Ottawa.
Runt Rivière Armitage är det glesbefolkat, med 11 invånare per kvadratkilometer.